# Rambala
Rambala es un corregimiento del distrito de Chiriquí Grande en la provincia de Bocas del Toro, República de Panamá. La localidad tiene 1.682 habitantes (2010).

## Demografía
En 2010 Rambala contaba con una población de 1 682 habitantes según datos del Instituto Nacional de Estadística y una extensión de 33,6 km² lo que equivale a una densidad de población de 50,06 habitantes por km².

### Razas y etnias
- 53,15 % Mestizos
- 42,93 % Chibchas (Americanos)[3]
- 3,92 % Afropanameños[3]